# パク・サンダラ
パク・サンダラ（박산다라、朴산다라、1984年11月12日 - ）は、ダラ（다라）の芸名で知られる韓国の女性歌手、ダンサー、ラッパーである。元2NE1のメンバー。

## 人生と経歴
パク・サンダラは韓国人の両親の下、釜山で生まれた。彼女の家族は、商業を始めるために1995年にフィリピンに移り住んだ。
2004年にABS-CBNのタレント発掘番組『スター・サークル・キャスト』に出演した。彼女は投票では180万という記録的な票を獲得したが、決勝戦ではヒーロー・アンジェレスに破れ、2位に終わった。番組出演が終了してテレビドラマや映画に出演した後、パクはシングルコレクションを発売した。それはトリプルプラチナの売上を記録した。
パクは新しい経歴を始める前に、母と兄弟と共に2007年8月1日に韓国に戻った。その翌8月2日にYGエンターテインメントと契約した。MBCのテレビドラマ『帰ってきた一枝梅』、コミの「I'm Sorry」のミュージックビデオに出演。
彼女の弟パク・サンヒョン（芸名：チョンドゥン）は、韓国の男性グループMBLAQの一員として2010年にデビューした。

### 2009年 - 現在：2NE1のデビュー
2009年に、レーベル仲間のBIGBANGとの曲「Lollipop」でデビュー。同年、2NE1としての最初のシングル「Fire」を発売。
2023年7月12日に自身初となるミニアルバム「FESTIVAL」を発売し9年ぶりにカムバックした。

## 人物
身長160cm。血液型A型。2NE1メンバー唯一の無宗教。特技は演技、フィリピン語、英語。
天然な性格で「4次元」と言われている。メンバーから面倒くさがられることもあるほど愛が重く義理堅い性格。メンバー全員から返信が無かったら「私は必要ないのか」と全員の連絡先を消したり(連絡先を覚えていたため数時間後に保存)、CLの返信が淡白だと追いメールをしたりするなど、メンヘラ気質な一面がある。
極度の人見知りで店員に声をかけようとするが声が小さすぎて気付かれないことがある。
薬を持ち歩く癖があり、太田胃散を常備していたことがある。

## ディスコグラフィ

### EP
| 題名                      | 情報                                         | 認定              |
| ------------------------- | -------------------------------------------- | ----------------- |
| サンダラ                  | - 発売日:2004年 - レーベル: スター・レコード | - PH: 2× プラチナ |
| サンダラ:ワラン・サビット | - 発売日:2004年 - レーベル: スター・レコード |                   |
| サンダラ:アン・ガンダ・コ | - 発売日:2006年 - レーベル: スター・レコード |                   |
| FESTIVAL                  | 発売日:2023年7月12日 ABYSS COMPANY           |                   |

### シングル
| 題名            | 年     | 最高順位 | 最高順位 | アルバム                  |
| 題名            | 年     | KOR      | PHI      | アルバム                  |
| --------------- | ------ | -------- | -------- | ------------------------- |
| In Or Out       | 2004年 | —        | 1        | サンダラ                  |
| Walang Sabit    | 2005年 | —        | 1        | サンダラ:ワラン・サビット |
| Ang Ganda Ko    | 2006年 | —        | 1        | サンダラ:アン・ガンダ・コ |
| Kiss (feat. CL) | 2009年 | 1        | —        | TO ANYONE                 |

## 出演
| 映画       | 映画                                      | 映画           | 映画                           |
| 年         | 題名                                      | 役名           | 備考                           |
| ---------- | ----------------------------------------- | -------------- | ------------------------------ |
| 2004年     | Volta                                     | 本人           | カメオ                         |
| 2004年     | Bcuz of U                                 | エイプリル     | PMPCスター賞新人映画女優賞受賞 |
| 2005年     | Can This Be Love                          | デイジー       |                                |
| 2006年     | D' Lucky Ones                             | ラッキーガール |                                |
| 2007年     | Super Noypi                               | ミッチー       |                                |
| 2009年     | Girlfriends                               | 本人           | カメオ                         |
| テレビ番組 |                                           |                |                                |
| 年         | 題名                                      | 役名           | 備考                           |
| 2004年     | Star Circle Quest                         | 本人           | リアリティ番組                 |
| 2004年     | Sandara's Romance                         | 本人           | 司会                           |
| 2004年     | ASAP Fanatic                              | 本人           | 司会補佐                       |
| 2004年     | SCQ Reload: OK Ako!                       |                | リアリティ番組                 |
| 2004年     | Krystala                                  | キム           |                                |
| 2004年     | My Name is Sandara Park                   | 本人           | 特別番組                       |
| 2005年     | Maalaala Mo Kaya                          | 本人           | カメオ                         |
| 2005年     | Farewell Lovers: A Lover in Paris Special | 本人           | 司会                           |
| 2005年     | Ang Pambansang Krung-Krung ng Pilipinas   | 本人           | 特別番組                       |
| 2006年     | Komiks                                    | マラ           | 「Machete」出演                |
| 2006年     | Your Song                                 | 本人           | 「Everything You Do」出演      |
| 2006年     | Star Circle Presents                      | バービー       | 「Bongga」出演                 |
| 2006年     | Abt Ur Luv                                | ベティナ       |                                |
| 2006年     | Crazy for You                             | アラ           |                                |
| 2006年     | Gudtaym                                   | 本人           | バラエティ番組                 |
| 2006年     | O-Ha!                                     | 本人           |                                |
| 2006年     | Nuts Entertainment                        |                | スケッチ・コメディー番組       |
| 2007年     | Dalawag Tisoy                             | キム・チー     |                                |
| 2009年     | 帰ってきた一枝梅                          | リエ           |                                |
| 2009年     | Style                                     | 本人           | カメオ                         |
| 2009年     | 2NE1 TV                                   | 本人           | 2009–2010年放送 リアリティ番組 |
| 2009年     | Strong Heart                              | 本人           | バラエティ番組                 |
| 2010年     | Win Win                                   | 本人           | バラエティ番組                 |